# Heather Mac Donald
Heather Lynn Mac Donald (nascida em 23 de novembro de 1956) é uma comentarista política conservadora norte-americana, ensaísta, advogada e autora. Ela é membro Thomas W. Smith do Manhattan Institute e editora colaboradora do City Journal. Ela escreveu vários editoriais e é autora de muitos livros.
Ela é conhecida por seus pontos de vista pró-polícia e por sua oposição à reforma da justiça criminal, como expressa em seu livro The War on Cops e colunas como "O Mito do Policial Racista" e "O Mito do Racismo Policial Sistêmico."

## Juventude
Mac Donald nasceu em Los Angeles, Califórnia, filha de Robert (um advogado) e Elouise MacDonald.  Ela adicionou o espaço ao seu sobrenome de forma independente. Em 1978 ela se formou na Universidade de Yale summa cum laude com um bacharelado em Inglês. Depois de receber uma Mellon Fellowship de Yale, ela frequentou o Clare College, da Universidade de Cambridge, obtendo um mestrado em inglês. Enquanto em Cambridge, ela também estudou na Itália através de uma bolsa de estudos. Em 1985 ela se formou com um grau de Juris Doctor da Faculdade de Direito da Universidade de Stanford. Depois de se formar em Stanford, Mac Donald foi funcionária do Juiz Stephen Reinhardt do Tribunal de Apelações do Nono Circuito dos Estados Unidos e, posteriormente, foi advogada-consultora no Gabinete do Conselho Geral da Agência de Proteção Ambiental dos EUA e voluntária do Conselho de Defesa de Recursos Naturais.

## Posicionamento
Ela testemunhou sobre justiça criminal e o movimento de desencarceramento perante o Comitê Judiciário do Senado dos EUA, testemunhou perante o Subcomitê de Direitos Civis e Constitucionais do Comitê Judiciário da Câmara dos EUA, e defendeu posições em vários assuntos, incluindo vitimização, filantropia, racismo, discriminação racial, encarceramento de negros, estupro, efeito de dois pais no crime, política, bem-estar, e assuntos pertinentes às cidades e academia.
Durante a pandemia de COVID-19, ela criticou as políticas de lockdown de março de 2020 como "pânico desenfreado". Ela argumentou em março de 2020 que o COVID-19 teria uma taxa de mortalidade semelhante à da gripe, apesar de especialistas em saúde pública dizerem o contrário.

### Policiamento e segurança nacional
Mac Donald foi descrita como "pró-polícia". Ela rejeita que a polícia seja sistematicamente racista, chamando isso de uma "narrativa falsa". Ela pediu um retorno às táticas de parada e revista de Terry e policiamento de "tolerância zero". Ela argumentou que muitas críticas à brutalidade policial deixaram a polícia com medo de se envolver em policiamento proativo e que isso causou mais crimes. Ela tem sido uma crítica vocal do Black Lives Matter. Enquanto conversava com o radialista conservador Rush Limbaugh, ela acusou o presidente Barack Obama de "atacar a própria base da civilização" ao dar credibilidade ao Black Lives Matter.

## Vida pessoal
Mac Donald é ateia. Ela mora na cidade de Nova York.